# Rifugio Letey-Champillon
Il rifugio Letey-Champillon (pron. fr. AFI: [letɛj ʃɑ̃pijɔ̃], 2.465 m s.l.m. - detto anche più semplicemente rifugio Champillon) si trova nel comune di Doues, poco sotto il col de Champillon e lungo il tracciato dell'Alta via della Valle d'Aosta n. 1 e del Tour des Combins. È intitolato ad Adolphe Letey, il primo sindaco di Doues.

## Accesso

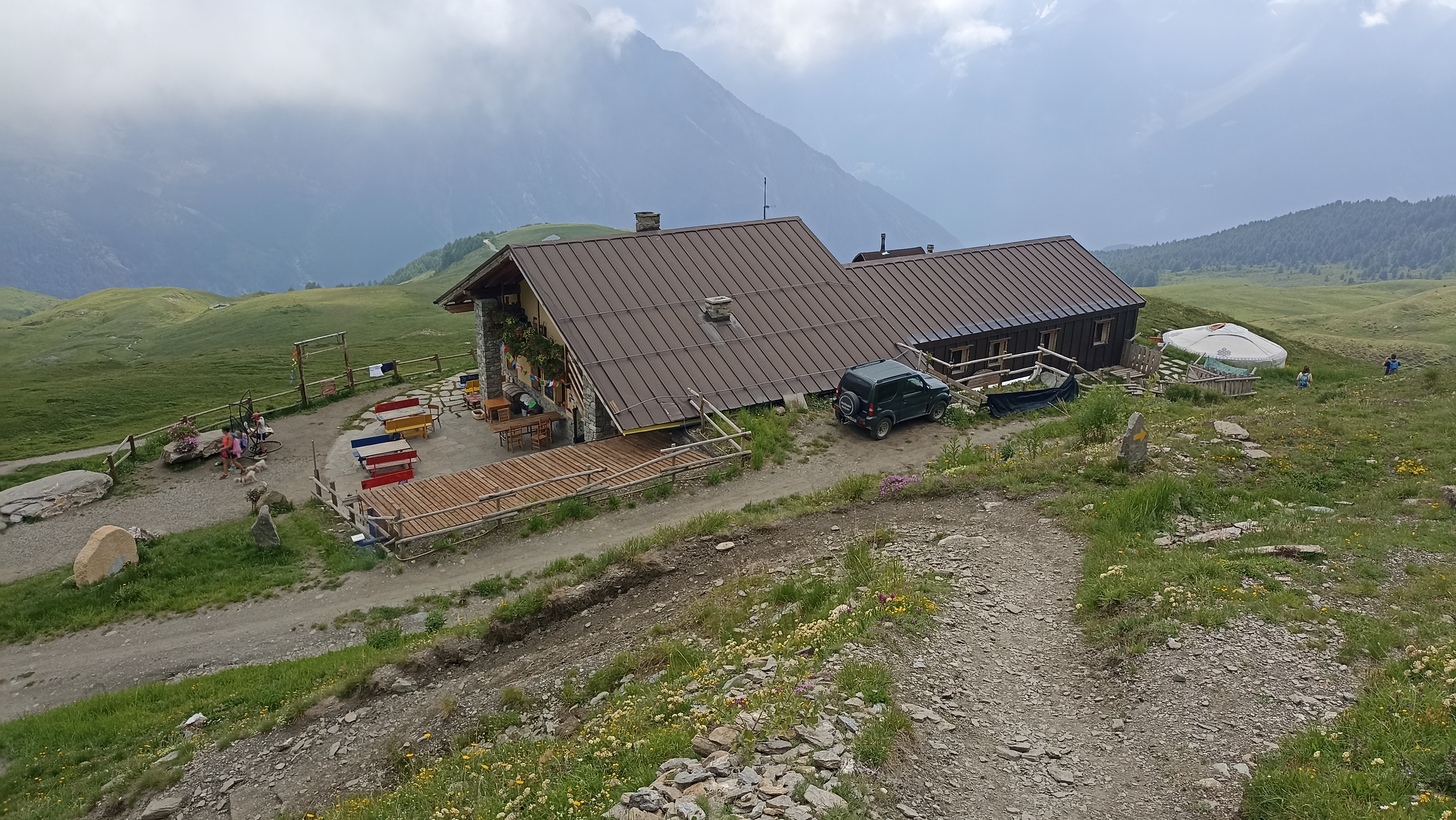
Il rifugio visto dall'inizio del sentiero che conduce al col de Champillon.

L'accesso al rifugio si effettua partendo da Plan Détruit (2.000 m) ed impiegando un'ora circa.

## Ascensioni
- Col de Champillon - 2.708 m - in circa un'ora